# Larry Peerce
Larry Peerce, właśc. Lawrence Peerce (ur. 19 kwietnia 1930 w Nowym Jorku) – amerykański reżyser i producent filmowy.
Synem tenora Jana Peerce’a. Studiował na University of North Carolina at Chapel Hill. Był żonaty z aktorką Marilyn Hassett. W 2002 ożenił się z Beth Leichter Peerce.